# Азатско језеро
Азатско језеро (јерм. Ազատի ջրամբար) је вештачка акумулација у јерменском марзу Арарат. Изграђено је на централном делу тока реке Азат, на надморској висини од 1.050 метара.
Запремина језера је у просеку око 70 милиона м³.
Његове воде се искоришћавају за наводњавање пољопривредних површина у Араратској равници током сушног дела године. Због богатства рибљег фонда веома је популарно за спортски риболов.
Од 2000. године горњи ток реке Азат, укључујући језеро и оближњи Гегардски манастир, је на УНЕСКО листи светске баштине.